# Cima dell'Uomo (Dolomiti)
La Cima dell'Uomo, comunemente chiamata Cima Uomo, è una montagna del Gruppo della Marmolada, nelle Dolomiti di Fassa. Si trova nella provincia di Trento, vicino al confine con quella di Belluno, nel territorio comunale di Soraga di Fassa. È accessibile dal Passo San Pellegrino e dal Passo delle Selle, attraverso il sentiero attrezzato Bepi Zac. 
Cima Uomo fu uno dei teatri dei combattimenti avvenuti durante la prima guerra mondiale, e sulla montagna si trovano tuttora resti di trincee e altre testimonianze di tale conflitto.
Fu conquistata nel 1879 dagli alpinisti Santo Siorpaes, Cesare Tomè, Gottfried Merzbacher e Battista Bernard . lungo la cresta sud.